# Kari Mangrud Alvsvåg
Kari Mangrud Alvsvåg (* 31. Juli 1970 in Lørenskog) ist eine norwegische lutherische Geistliche. Sie amtiert seit 2022 als Bischöfin im Bistum Borg der Norwegischen Kirche.
Alvsvåg wuchs in Råde auf, wo ihr Vater als Schulrektor arbeitete. Sie legte 1998 das theologische Kandidatenexamen an der Theologischen Hochschule (Menighetsfakultetet) in Oslo ab. Danach arbeitete sie von 1999 bis 2002 als Seemannspastorin in Dubai. Nach der Rückkehr nach Norwegen war sie zuerst Lehrerin, ab 2004 Pfarrerin in der Propstei Vestre Borgesyssel und ab 2009 Fachberaterin für Katechese im Bistum Borg. 2012 wurde sie Pröpstin der Propstei Søndre Borgesyssel, 2020 Dompröpstin am Dom zu Fredrikstad. Im Februar 2022 wurde sie zur Bischöfin des Bistums Borg gewählt und am 24. April in ihr Amt eingeführt.